# Quinta do Conventinho
La Quinta do Conventinho, també coneguda per Quinta do Conventinho do Espírito Santo, Casa do Conventinho do Espírito Santo o Museu da Quinta do Conventinho, es troba a Santo António dos Cavaleiros, al municipi de Loures, a Portugal. Conté el Museu Municipal de Loures, antic convent franciscà, que té una identitat particular conferida per la riquesa de vivències que, en el decurs dels segles, els seus ocupants hi han deixat en registres arquitectònics, artístics i mediambientals.

## Història
Edifici construït el 1573-75, s'hi instal·là el 13é convent dels Franciscans d'Arrábida, anomenat de l'Esperit Sant, sota el patrocini de Luís de Castro do Rio, cavaller de Frielas. El 1646 el convent rep de Maria de Castro i del seu marit Francisco Cirne da Silva 30.000 rals (interés que aquests tenien en l'Alfândega de Lisboa). Aquests diners s'invertiran en el convent en profundes obres de remodelació, i fou gairebé totalment reedificat.

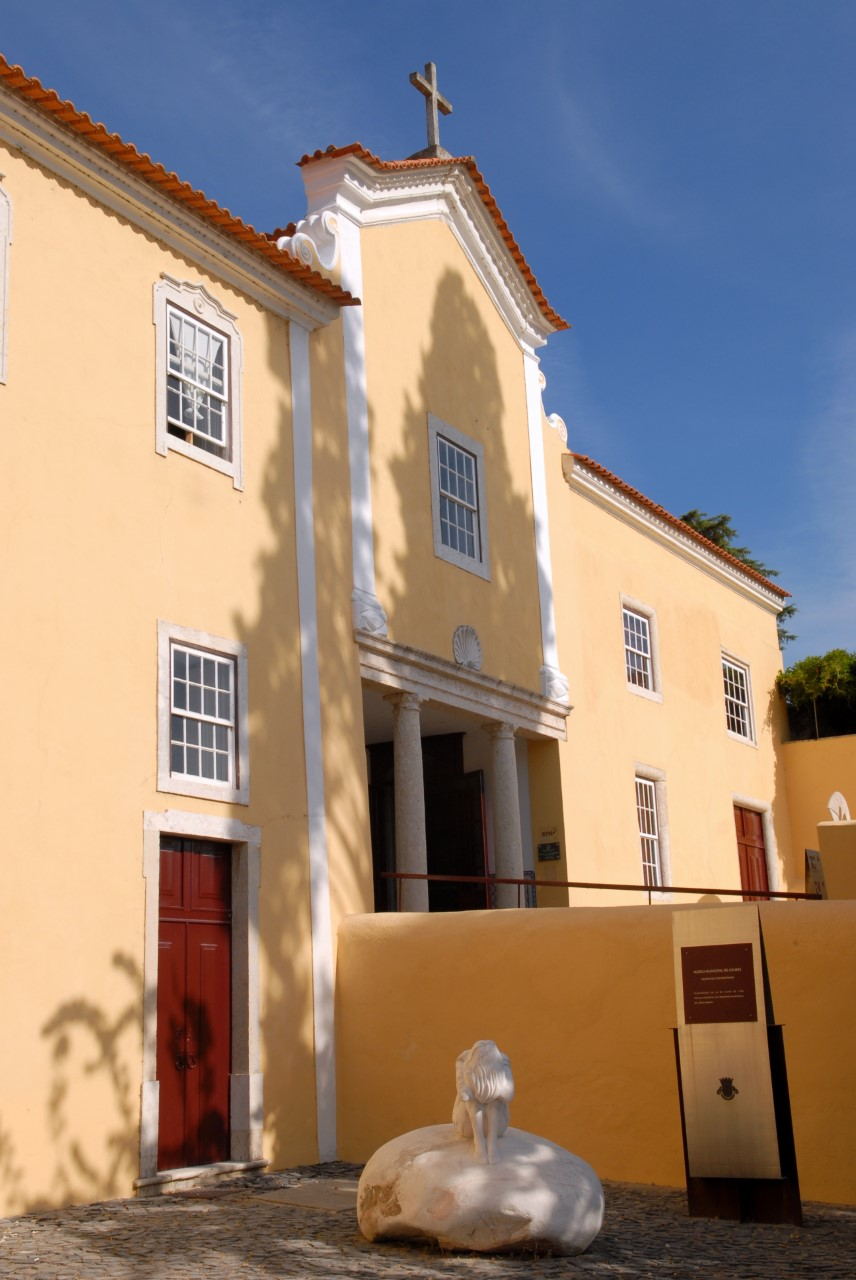
Entrada

El 1834, amb l'extinció dels ordes religiosos, el convent i seus béns es nacionalitzen. El 22 de setembre l'estat l'adquireix i el 18 d'agost de 1838 el ven a José Silveira. El 1853 Luisa Maria da Costa Cabral es fa propietària de la quinta.
A maig de 1925 José Bandeira va adquirir la propietat, i al 1926 la ven a l'alemany Joseph Gellweiler, un empresari de màquines per a la indústria naval.
L'últim propietari privat del convent fou Manuel Dias das Neves, que el va comprar el 22 de gener de 1980, i el desocupa el 1995 en cedir-lo al municipi de Loures.
Així, coincideix amb la decisió d'instal·lar el Museu Municipal de Loures a la Quinta del Conventinho; s'inaugura el 26 de juliol de 1998. Aquest canvi d'espai va permetre el creixement del museu i l'oportunitat per a la recuperació d'un immoble la història del qual forma part del paisatge de Loures durant més de quatre segles, el convent franciscà arrábido do Espírito Santo.
La història del Museu Municipal de Loures remunta al 1985, quan es crea a la Casa do Adro, a Loures. En les tres dècades següents la xarxa museològica del municipi de Loures s'expandeix i al 1998 es transfereix.
A Loures, el procés de creació del Museu Municipal segueix les recomanacions de la 19a Reunió de la UNESCO (1976), en un marc de construcció d'una política patrimonial.

## Arquitectura
Edifici conventual, amb capella i tanca. L'edifici consta de tres pisos a la façana sud, i dos a la façana nord, i és ocupat pels serveis que componen la unitat de patrimoni i museologia de la Cambra Municipal de Loures, i fonamenten el funcionament del museu.

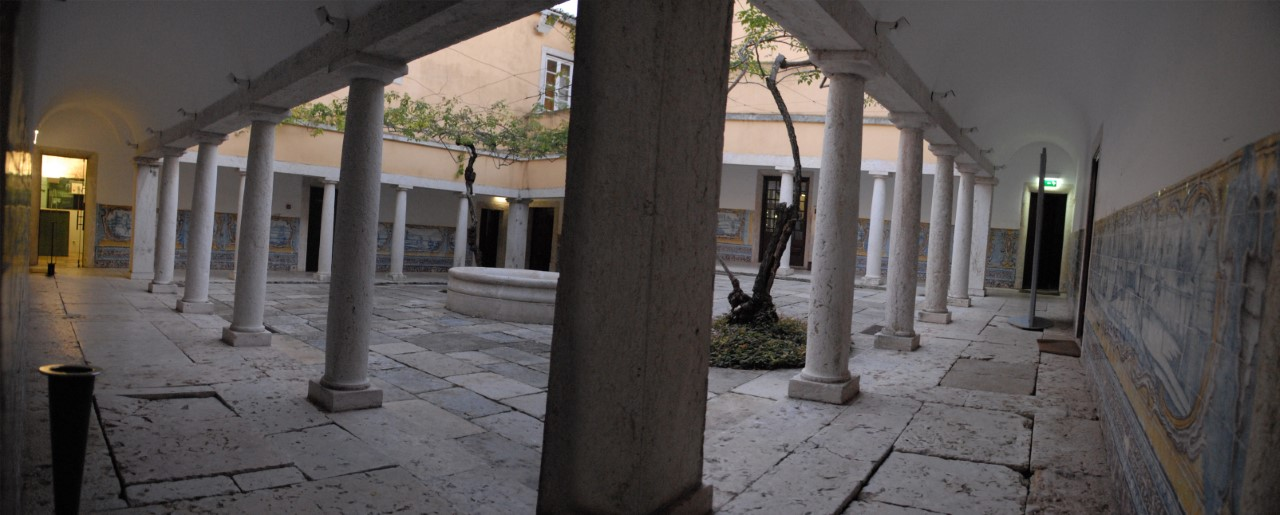
Claustre

Des del claustre, eix de l'antic edifici conventual, s'accedeix al centre de documentació Anselmo Braamcamp Freire.

## Jardins iquinta

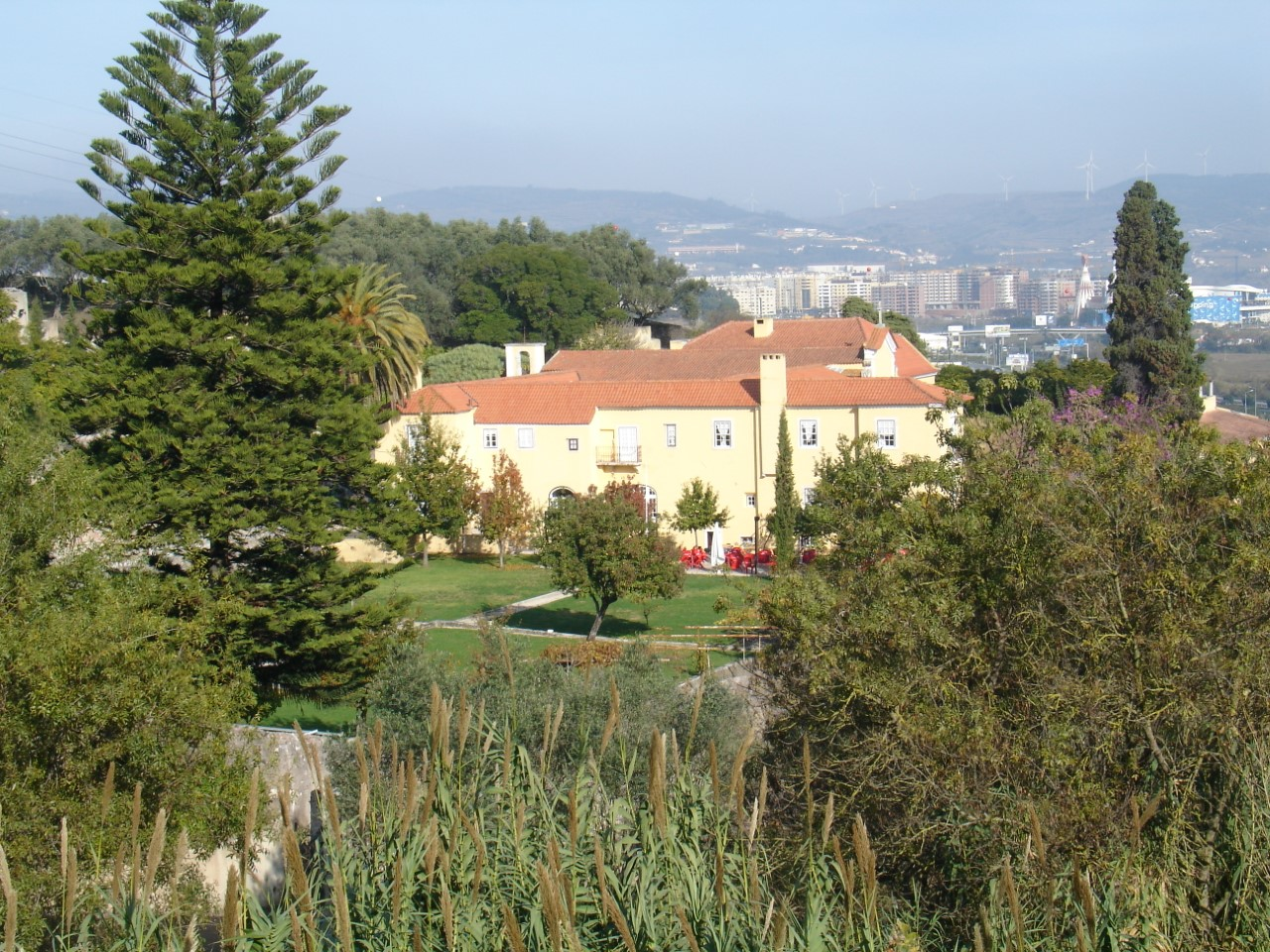
Jardí Museu Municipal de Loures

L'espai verd que envolta l'edifici correspon aproximadament a l'àrea de l'antiga tanca conventual. Integra una àrea més densament arbrada, situada al punt més elevat, al nord, constituïda per un oliverar. L'àrea més propera a l'edifici, relativament plana, té replans ocupats actualment amb cítrics, codonyers i perers. A l'est de l'edifici, hi ha una àrea plana, ocupada per horta.